# Boot Rock
Der Boot Rock (englisch für Stiefelfelsen) ist eine 30 m hohe Klippe im Archipel der Südlichen Sandwichinseln. Er liegt 150 m vor der Südostküste von Candlemas Island.
Kartiert und deskriptiv benannt wurde der Felsen von Wissenschaftlern der britischen Discovery Investigations im Jahr 1930.